# 呉克忠
呉 克忠（ご こくちゅう、生年不詳 - 正統14年8月13日（1449年8月30日））は、明代の軍人。もとの名は答蘭。モンゴルの出身。

## 生涯
呉允誠の子として生まれた。永楽3年（1405年）、父に従って明に帰順した。永楽8年（1410年）と永楽12年（1414年）、父に従って永楽帝の第一次・第二次漠北遠征に参加した。のちに名を克忠と改めた。永楽16年（1418年）2月、恭順伯の爵位を嗣いだ。永楽21年（1423年）と永楽22年（1424年）、永楽帝の第四次・第五次漠北遠征に参加して、北元のアルクタイの軍と戦い、弟たちとともに功績を挙げた。
洪熙元年（1425年）、貞順恵妃が宣徳帝の後宮に入内したことから、克忠は外戚として恭順侯に爵位を進められた。宣徳5年（1430年）2月、薛禄が総兵官となると、克忠はその下で副総兵をつとめた。
正統9年（1444年）、兵を率いて喜峰口に進出し、ウリャンカイを討って功績を挙げ、太子太保の位を加えられた。
正統14年（1449年）8月、土木の変が起こると、克忠はその弟の都督呉克勤や子の呉瑾とともに殿軍をつとめた。オイラト兵に山上から矢石を雨と浴びせられ、克忠は馬を下りて応射したものの矢が尽き、呉克勤とともに陣没した。
邠国公の位を追贈された。諡は忠勇。子の呉瑾が恭順侯の爵位を嗣いだ。